# Megliadino San Fidenzio
Megliadino San Fidenzio é uma comuna italiana da região do Vêneto, província de Pádua, com cerca de 1.834 habitantes. Estende-se por uma área de 15 km², tendo uma densidade populacional de 122 hab/km². Faz fronteira com Casale di Scodosia, Megliadino San Vitale, Montagnana, Saletto, Santa Margherita d'Adige.

## Demografia
| Variação demográfica do município entre 1861 e 2011                               |
|                                                                                   |
| Fonte: Istituto Nazionale di Statistica (ISTAT) - Elaboração gráfica da Wikipedia |